# Arnelas (Orense)
Arnelas es un pueblo de la parroquia de Lebozán, en el ayuntamiento de Beariz, en la provincia de Orense. En el año 2009 tenía 10 habitantes, 5 hombres y 5 mujeres; lo que supone una disminución en el número de efectivos.

## Lugares de Lebozán
- As Antas
- Arnelas
- A Ermida
- Lebozán
- Os Liñares
- As Ventelas

## Parroquias de Beariz
- Santa María de Beariz
- Santa Cruz de Lebozán
- San Salvador de Girazga

- Datos: Q12383295